# Address Boulevard
Address Boulevard es un rascacielos que se localiza en el Downtown de Dubái, Emiratos Árabes Unidos. Los planes para el edificio se publicaron a finales de 2012 por el promotor del proyecto Emaar. En la primavera de 2013 comenzaron los trabajos de construcción en una zona próxima al Burj Khalifa, que también es propiedad de Emaar y el edificio más alto del mundo. Después de su finalización en el 2017 el edificio alcanzaro una altura de 370 m de altura y 72 plantas. La azotea se sitúa a unos 300 m de altura, y la estructura termina en la parte superior con dos antenas que conseguirán al edificio su altura final de 368 metros. El edificio tiene 196 habitaciones de hotel y 530 apartamentos. Al finalizar su construcción se convirtió en el 6º rascacielos más altos de Dubái.

## Galería

Address Boulevard  junto al Burj Khalifa.
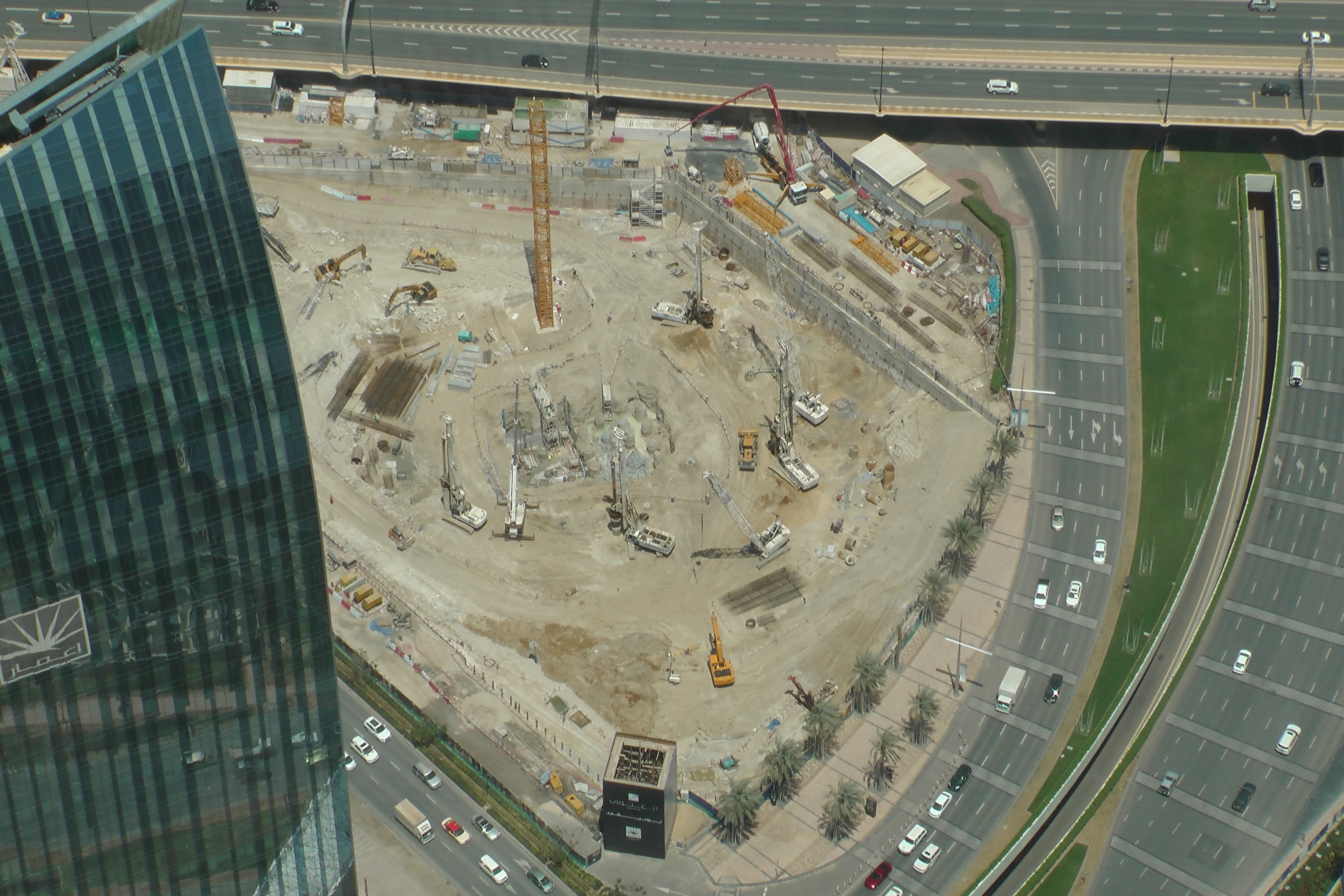
El edificio en construcción el 8 de abril de 2013
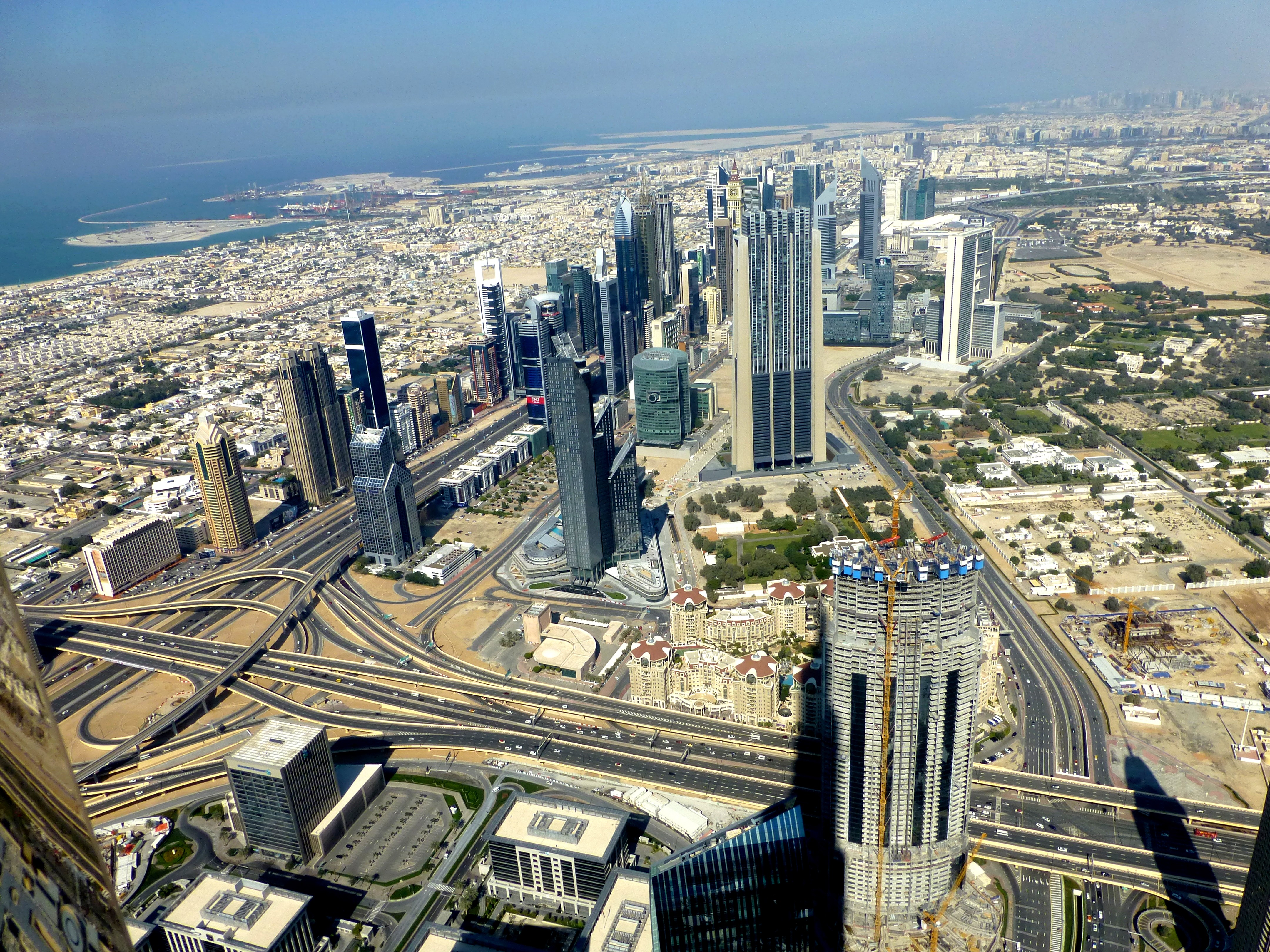
El edificio en construcción el 23 de enero de 2015
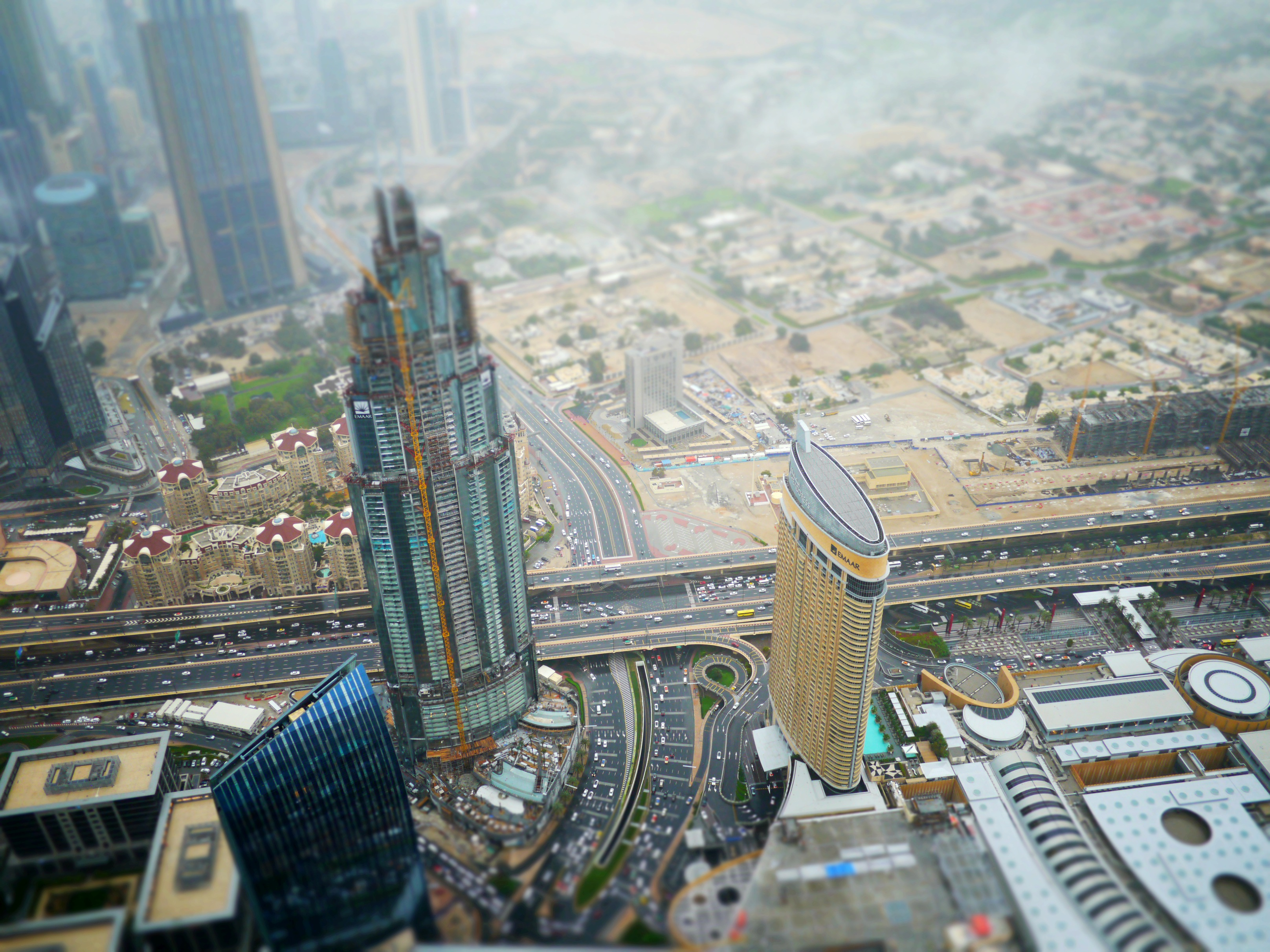
El edificio en construcción el 9 de marzo de 2016